# Aubin Pasque
Aubin Pasque, né en 1903 à Cheratte près de Liège et mort en 1981 à Bruxelles, est un peintre belge.

## Biographie
Peintre, créateur de monotypes et illustrateur, l'artiste se forme à l’académie des beaux-arts de Liège et en 1921, il s'installe à Bruxelles, à l'Académie des beaux-arts.
Depuis l’adolescence, Pasque s’intéresse à l’ésotérisme et donna à son art un contenu intellectuel chargé de symbolisme. Il peint alors des paysages de l'Ardenne, d’Espagne et de Dalmatie, ainsi que des natures mortes dans un style synthétique post-cubiste.
Ensuite, entre figuration et abstraction, son art, fondé sur l'imaginaire, évoque volontiers des structures minérales ou végétales et sont autant d’évocations où sourd le mystère des anciennes légendes et des forêts ancestrales.
En 1958, il fonde la revue et le groupe international Fantasmagie, dont Carmen Defize fait partie.